# Paul Ruto
Paul Ruto, född 3 november 1960, är en tidigare kenyansk friidrottare som tävlade i medeldistanslöpning.
Ruto främsta merit i karriären var segern på 800 meter vid VM 1993 i Stuttgart. Hans personliga rekord sattes året innan då han sprang 800 meter på 1:44,33.